# Магуайр, Джон Фрэнсис
Джон Фрэнсис Магуайр (англ. John Francis Maguire; 1815 — 1 ноября 1872) — ирландский и английский писатель и деятель ирландского возрождения.
Был адвокатом; в 1852 году стал членом палаты общин; ревностный католик, противник насильственной борьбы за освобождение родины. Вместе с патером Мэтью много сделал для подъёма ремёсел и для борьбы с пьянством.
Его главные произведения:
- «Rome and its ruler» (1857);
- «The Pontificate of Pius IX» (1870);
- «Father Mathew» (1868);
- роман «The next generation» (1872 — русский перевод «Новое поколение женщин», СПб., 1872).